# Pentadecano-1,14-lacton
Pentadecano-1,14-lacton ist eine organische Verbindung aus der Gruppe der Lactone.

## Herstellung
Pentadecano-1,14-lacton kann durch Baeyer-Villiger-Oxidation von 2-Methylcyclotetradecanon mit Peroxyessigsäure in Chloroform in Gegenwart von Bortrifluorid-Etherat hergestellt werden.
Die reinen Enantiomere von Pentadecano-1,14-lacton können aus einem chiralen Edukt gewonnen werden. Dazu eignet sich das S,S-Acetal aus (S)-3-Hydroxybutanal und Propan-1,3-dithiol. Dieses wird mit Butyllithium in Tetrahydrofuran deprotoniert und dann mit 1,10-Dibromdecan alkyliert (Corey-Seebach-Reaktion). Im nächsten Schritt wird das verbleibende Bromatom mit Natriumcyanid durch eine Cyanogruppe ausgetauscht (Kolbe-Nitrilsynthese). Das Nitril wird dann mit Kaliumhydroxid zur Carbonsäure hydrolysiert. Durch Umsetzung mit Triphenylphosphin und Dipyridyldisulfid in Acetonitril und anschließende Umsetzung mit Silberperchlorat in Toluol kann die Hydroxycarbonsäure unter Erhalt der Stereokonfiguration zum (S)-Lacton cyclisiert werden. Durch Reaktion mit Triphenylphosphin und Diethylazodicarboxylat in Toluol führt zur Lactonisierung unter Stereoinversion (Mitsunobu-Reaktion) zum (R)-Lacton. In beiden Fällen kann durch Reduktion mit Raney-Nickel in Ethanol das S,S-Acetal entfernt werden.

## Verwendung
Pentadecano-1,14-lacton ist in der EU unter der FL-Nummer 10.068 als Aromastoff für Lebensmittel zugelassen.